# 조성엽
조성엽(趙成曄, ? ~ 1919년 9월 13일)은 3·1 운동 때 평안북도 의주군에서 시위대에 발포하여 인명을 살상시키다가 살해된 일제강점기의 헌병보조원이다.

## 생애
출생일이나 출신 지역 등 기본적인 신상 정보는 남아 있지 않다. 1919년 3·1 운동 당시 평북 의주군 고령삭면 헌병주재소에서 헌병보조원 직책으로 근무하고 있었다. 그해 3월 30일 의주군 고령삭면 영산시장에서 약 3천명의 주민들이 만세시위를 일으켰는데, 일본 헌병들과 조성엽이 비무장 시위대에 총격을 가해 장인국(張仁國), 김석운(金碩運), 황수정(黃守貞), 허창준(許昌俊), 백성아(白姓兒) 등 5명이 사망했다.
당시 의주군은 3·1 운동에 기독교 신자들을 중심으로 매우 적극적으로 참가했던 지역으로, 3월 1일에는 경성부와 동시에 만세 시위가 일어났던 곳이기도 하다. 영산시장 시위 이후에 의주군에서는 곳곳의 교회와 학교, 가옥에 불을 지르고 부녀자들을 강간하는 등 대대적인 보복이 있었다.
조성엽은 1919년 9월 13일 밤에 평안북도 의주군의 거리를 다니던 도중에 신원을 알 수 없는 한 청년에게 피살당했다. 피살 당시에 청년은 "흉적(凶賊)은 내 칼을 받으라"하고 소리친 뒤 조성엽의 목을 칼로 찌른 것으로 알려졌다. 조성엽은 1920년 4월 20일에 발행된 대한민국 임시 정부의 기관지인 《독립신문》에서 "적(敵, 일제)의 충견(忠犬, 헌병) 보조원"이라고 명시될 정도로 지탄을 받았다.
2007년 친일반민족행위진상규명위원회에서 발표한 친일반민족행위 195인 명단에 수록되었으며 2008년 발표된 민족문제연구소의 친일인명사전 수록예정자 명단에도 들어 있다.

## 같이 보기
- 3·1 운동

## 참고자료
- 친일반민족행위진상규명위원회 (2007년 12월). 〈조성엽〉 (PDF). 《2007년도 조사보고서 II - 친일반민족행위결정이유서》. 서울. 1330~1332쪽쪽. 발간등록번호 11-1560010-0000002-10. [깨진 링크(과거 내용 찾기)]
- 장인국 : 독립유공자 공훈록 - 국가보훈처